# Conrado del Campo
Conrado del Campo, de son nom complet, Conrado del Campo y Zabaleta, né à Madrid le 28 octobre 1878, où il est mort le 17 mars 1953, est un compositeur, professeur et chef d'orchestre espagnol.

## Biographie
Conrado del Campo a étudié au Real Conservatorio Superior de Música de Madrid en 1889 avec José del Hierro, Jesús de Monasterio, Pedro Fontanilla et Emilio Serrano, et il a également suivi des cours avec Ruperto Chapí. Il a joué du violon dans l'orchestre symphonique du Teatro Real, du Cuarteto Francés et du Quinteto de Madrid.
En 1915, il devient professeur de musique au Conservatoire de Madrid. Parmi ses étudiants, on trouve des musiciens tels que Cristóbal Halffter, Enrique Franco (es), Amadeo Roldán et Domingo Santa Cruz Wilson (es).
Del Campo a composé des opéras et des zarzuelas, des œuvres symphoniques et de musique de chambre.
En 1899, Del Campo reçoit un prix de composition pour le poème symphonique Ante las Ruinas. En 1928, il reçoit le deuxième prix de l'épreuve préliminaire ibérique au Concours International Schubert 1928 (de) pour sa proposition de conclusion de l'Inachevée de Schubert.